# Nederlandse Vereniging voor Vrouwenbelangen en Gelijk Staatsburgerschap
De Nederlandse Vereniging voor Vrouwenbelangen, Vrouwenarbeid en Gelijk Staatsburgerschap was een organisatie die bestond van 1930 tot 1949. De organisatie ontstond in 1930 uit de fusie tussen de Vereniging van Staatsburgeressen en de Nederlandse Unie voor Vrouwenbelangen en ging in 1949 weer op in de Nederlandse Vereniging voor Vrouwenbelangen, Vrouwenarbeid en Gelijk Staatsburgerschap toen de Nationale Vereniging voor Vrouwenarbeid erbij kwam. Deze vereniging bestaat nog steeds.

## Tijdlijn organisaties
|  |  |  |  | Vereeniging voor Vrouwenkiesrecht (1894) | Vereeniging voor Vrouwenkiesrecht (1894) | Vereeniging voor Vrouwenkiesrecht (1894) | Vereeniging voor Vrouwenkiesrecht (1894) | Vereeniging voor Vrouwenkiesrecht (1894)                                       | Vereeniging voor Vrouwenkiesrecht (1894)                                       |                                                                                |                                                                                |                                                                                               |                                                                                |  |  | Nederlandsche Bond voor Vrouwenkiesrecht (1907) | Nederlandsche Bond voor Vrouwenkiesrecht (1907) | Nederlandsche Bond voor Vrouwenkiesrecht (1907) | Nederlandsche Bond voor Vrouwenkiesrecht (1907) | Nederlandsche Bond voor Vrouwenkiesrecht (1907) | Nederlandsche Bond voor Vrouwenkiesrecht (1907) |                                              |                                              | Vereeniging tot Verbetering van den Maatschappelijken en den Rechtstoestand der vrouw in Nederland (1894) | Vereeniging tot Verbetering van den Maatschappelijken en den Rechtstoestand der vrouw in Nederland (1894) | Vereeniging tot Verbetering van den Maatschappelijken en den Rechtstoestand der vrouw in Nederland (1894) | Vereeniging tot Verbetering van den Maatschappelijken en den Rechtstoestand der vrouw in Nederland (1894) | Vereeniging tot Verbetering van den Maatschappelijken en den Rechtstoestand der vrouw in Nederland (1894) | Vereeniging tot Verbetering van den Maatschappelijken en den Rechtstoestand der vrouw in Nederland (1894) |  |  |
|  |  |  |  | Vereeniging voor Vrouwenkiesrecht (1894) | Vereeniging voor Vrouwenkiesrecht (1894) | Vereeniging voor Vrouwenkiesrecht (1894) | Vereeniging voor Vrouwenkiesrecht (1894) | Vereeniging voor Vrouwenkiesrecht (1894)                                       | Vereeniging voor Vrouwenkiesrecht (1894)                                       |                                                                                |                                                                                |                                                                                               |                                                                                |  |  | Nederlandsche Bond voor Vrouwenkiesrecht (1907) | Nederlandsche Bond voor Vrouwenkiesrecht (1907) | Nederlandsche Bond voor Vrouwenkiesrecht (1907) | Nederlandsche Bond voor Vrouwenkiesrecht (1907) | Nederlandsche Bond voor Vrouwenkiesrecht (1907) | Nederlandsche Bond voor Vrouwenkiesrecht (1907) |                                              |                                              | Vereeniging tot Verbetering van den Maatschappelijken en den Rechtstoestand der vrouw in Nederland (1894) | Vereeniging tot Verbetering van den Maatschappelijken en den Rechtstoestand der vrouw in Nederland (1894) | Vereeniging tot Verbetering van den Maatschappelijken en den Rechtstoestand der vrouw in Nederland (1894) | Vereeniging tot Verbetering van den Maatschappelijken en den Rechtstoestand der vrouw in Nederland (1894) | Vereeniging tot Verbetering van den Maatschappelijken en den Rechtstoestand der vrouw in Nederland (1894) | Vereeniging tot Verbetering van den Maatschappelijken en den Rechtstoestand der vrouw in Nederland (1894) |  |  |
|  |  |  |  |                                          |                                          |                                          |                                          |                                                                                |                                                                                |                                                                                |                                                                                |                                                                                               |                                                                                |  |  |                                                 |                                                 |                                                 |                                                 |                                                 |                                                 |                                              |                                              | | | | | | |  |  |
|  |  |  |  |                                          |                                          |                                          |                                          |                                                                                |                                                                                |                                                                                |                                                                                |                                                                                               |                                                                                |  |  |                                                 |                                                 |                                                 |                                                 |                                                 |                                                 |                                              |                                              | | | | | | |  |  |
|  |  |  |  | Vereniging van Staatsburgeressen (1919)  | Vereniging van Staatsburgeressen (1919)  | Vereniging van Staatsburgeressen (1919)  | Vereniging van Staatsburgeressen (1919)  | Vereniging van Staatsburgeressen (1919)                                        | Vereniging van Staatsburgeressen (1919)                                        |                                                                                |                                                                                |                                                                                               |                                                                                |  |  |                                                 |                                                 | Nederlandse Unie voor Vrouwenbelangen (1920)    | Nederlandse Unie voor Vrouwenbelangen (1920)    | Nederlandse Unie voor Vrouwenbelangen (1920)    | Nederlandse Unie voor Vrouwenbelangen (1920)    | Nederlandse Unie voor Vrouwenbelangen (1920) | Nederlandse Unie voor Vrouwenbelangen (1920) | | | | | | |  |  |
|  |  |  |  | Vereniging van Staatsburgeressen (1919)  | Vereniging van Staatsburgeressen (1919)  | Vereniging van Staatsburgeressen (1919)  | Vereniging van Staatsburgeressen (1919)  | Vereniging van Staatsburgeressen (1919)                                        | Vereniging van Staatsburgeressen (1919)                                        |                                                                                |                                                                                |                                                                                               |                                                                                |  |  |                                                 |                                                 | Nederlandse Unie voor Vrouwenbelangen (1920)    | Nederlandse Unie voor Vrouwenbelangen (1920)    | Nederlandse Unie voor Vrouwenbelangen (1920)    | Nederlandse Unie voor Vrouwenbelangen (1920)    | Nederlandse Unie voor Vrouwenbelangen (1920) | Nederlandse Unie voor Vrouwenbelangen (1920) | | | | | | |  |  |
|  |  |  |  |                                          |                                          |                                          |                                          |                                                                                |                                                                                |                                                                                |                                                                                |                                                                                               |                                                                                |  |  |                                                 |                                                 |                                                 |                                                 |                                                 |                                                 |                                              |                                              | | | | | | |  |  |
|  |  |  |  |                                          |                                          |                                          |                                          | Nederlandse Vereniging voor Vrouwenbelangen en Gelijk Staatsburgerschap (1930) | Nederlandse Vereniging voor Vrouwenbelangen en Gelijk Staatsburgerschap (1930) | Nederlandse Vereniging voor Vrouwenbelangen en Gelijk Staatsburgerschap (1930) | Nederlandse Vereniging voor Vrouwenbelangen en Gelijk Staatsburgerschap (1930) | Nederlandse Vereniging voor Vrouwenbelangen en Gelijk Staatsburgerschap (1930)                | Nederlandse Vereniging voor Vrouwenbelangen en Gelijk Staatsburgerschap (1930) |  |  | Nationale Vereniging voor Vrouwenarbeid (1909)  | Nationale Vereniging voor Vrouwenarbeid (1909)  | Nationale Vereniging voor Vrouwenarbeid (1909)  | Nationale Vereniging voor Vrouwenarbeid (1909)  | Nationale Vereniging voor Vrouwenarbeid (1909)  | Nationale Vereniging voor Vrouwenarbeid (1909)  |                                              |                                              | | | | | | |  |  |
|  |  |  |  |                                          |                                          |                                          |                                          | Nederlandse Vereniging voor Vrouwenbelangen en Gelijk Staatsburgerschap (1930) | Nederlandse Vereniging voor Vrouwenbelangen en Gelijk Staatsburgerschap (1930) | Nederlandse Vereniging voor Vrouwenbelangen en Gelijk Staatsburgerschap (1930) | Nederlandse Vereniging voor Vrouwenbelangen en Gelijk Staatsburgerschap (1930) | Nederlandse Vereniging voor Vrouwenbelangen en Gelijk Staatsburgerschap (1930)                | Nederlandse Vereniging voor Vrouwenbelangen en Gelijk Staatsburgerschap (1930) |  |  | Nationale Vereniging voor Vrouwenarbeid (1909)  | Nationale Vereniging voor Vrouwenarbeid (1909)  | Nationale Vereniging voor Vrouwenarbeid (1909)  | Nationale Vereniging voor Vrouwenarbeid (1909)  | Nationale Vereniging voor Vrouwenarbeid (1909)  | Nationale Vereniging voor Vrouwenarbeid (1909)  |                                              |                                              | | | | | | |  |  |
|  |  |  |  |                                          |                                          |                                          |                                          |                                                                                |                                                                                |                                                                                |                                                                                |                                                                                               |                                                                                |  |  |                                                 |                                                 |                                                 |                                                 |                                                 |                                                 |                                              |                                              | | | | | | |  |  |
|  |  |  |  |                                          |                                          |                                          |                                          |                                                                                |                                                                                |                                                                                |                                                                                |                                                                                               |                                                                                |  |  |                                                 |                                                 |                                                 |                                                 |                                                 |                                                 |                                              |                                              | | | | | | |  |  |
|  |  |  |  |                                          |                                          |                                          |                                          |                                                                                |                                                                                |                                                                                |                                                                                | Nederlandse Vereniging voor Vrouwenbelangen, Vrouwenarbeid en Gelijk Staatsburgerschap (1949) |                                                                                |  |  |                                                 |                                                 |                                                 |                                                 |                                                 |                                                 |                                              |                                              | | | | | | |  |  |